# Universidad Hosei
La Universidad Hosei (Hosei University (法政大学 Hōsei daigaku?) es una institución de educación superior privada nipona. Con sede en Tokio, Japón, su historia comenzó en 1880 como una Escuela de Derecho, Tōkyō Hōgakusha (東京法学社, ), renombrada más adelante como Tōkyō Hōgakkō (東京法学校). Dirigida desde 1883 por Gustave Boissonade, su organización se transformó bajo la influencia de la tradición legal francesa. En 1889 se convierte en Escuela de estudios franceses , Tōkyō Futsugakkō (東京仏学校), para ser refundada tres años más tarde con el nombre de Hōsei daigaku (法政大学, transliterado, Universidad de Derecho). En 1920 se reorganizó como universidad privada. Otros personajes que intervinieron en su fundación fueron Masaaki Tomii y Ume Kenjirō, padre del Código Civil nipón.
La Universidad de Hosei consiguió 2º en el número de solicitantes entre las universidades japonesas en los años 2017 y 2018 (122,499). La Universidad de Hosei ranking de los 100 a los Ejecutivos Globales 2013 top 100 por The Times Higher Education.
Hosei tiene tres campus principales, llamados Ichigaya, Koganei y Tama. Las ciencias se estudian en el Koganei campus al oeste de Tokio, y otros temas se dividen entre el Tama (que se encuentra en Machida, que es cerca de Hachiōji), y de Ichigaya.

## Escuelas y facultades (por campus)

### Ichigaya
- Facultad de Derecho (法学部, Hōgakubu)
- Facultad de Letras (文学部, Bungakubu)
- Facultad de Administración de empresas (経営学部, Keieigakubu)
- Facultad de Comunicación Intercultural (国際文化学部, Kokusai-bunka-gakubu)
- Facultad de Estudios de Sostenibilidad (人間環境学部, Ningen-kankyō-gakubu)
- Facultad de Educación Permanente y Ciencias de la Educación (キャリアデザイン学部, Kyaria-dezain-gakubu)
- Facultad de Ingeniería y Diseño (デザイン工学部, Dezain-kōgakubu)
- Facultad de Estudios Interdisciplinarios (SIG, グローバル教養学部, Gurōbaru-kyōyō-gakubu) (desde 2008)
- Instituto Global de Estudios Interdisciplinarios (IGIS, グローバル学際研究インスティテュート, Gurōbaru-gakusai-kenkyū-insutityūto)
- Instituto de Deportes y de la Seguridad social (SSI, スポーツサイエンスインスティテュート, Supōtsu-saiensu-insutityūto)
- Escuela de postgrado de Humanidades (人文科学研究科, Jinbun-kagaku-kenkyūka)
- Escuela de postgrado de Economía (経済学研究科, Keizaigaku-kenkyūka)
- Escuela de postgrado de Derecho (法学研究科, Hōgaku-kenkyūka)
- Escuela de postgrado de Política (政治学研究科, Seijigaku-kenkyūka)
- Escuela de postgrado de Sociología (社会学研究科, Shakaigaku-kenkyūka)
- Escuela de postgrado de Administración de empresas (経営学研究科, Keieigaku-kenkyūka)
- Escuela de postgrado de Ciencias Políticas (政策科学研究科, Seisaku-kagaku-kenkyūka)
- Escuela de postgrado de Gestión Ambiental (環境マネジメント研究科, Kankyō-manejimento-kenkyūka)
- Escuela de postgrado de Comunicación Intercultural (国際文化研究科, Kokusai-bunka-kenkyūka)
- Instituto Internacional de Estudios de Japón (国際日本学インスティテュート, Kokusai-nihongaku-insutityūto)
- Escuela de Derecho (法科大学院, Hōka-daigakuin)
- Escuela de Gestión y de Innovación (イノベーション・マネジメント研究科, Inobēshon-manejimento-kenkyūka)

### Tama
- Facultad de Economía (経済学部, Keizaigakubu)
- Facultad de Ciencias Sociales (社会学部, Shakaigakubu)
- Facultad de Ciencias Sociales, de Política y de la Administración (現代福祉学部, Gendai-fukushi-gakubu)
- Escuela de postgrado de Bienestar Social (人間社会研究科, Ningen-shakai-kenkyūka)

### Koganei
- Facultad de Ciencias e Ingeniería (理工学部, Rikōgakubu) (desde 2008)
- Facultad de Ciencias biológicas y Química aplicada (生命科学部, Seimeikagakubu) (desde 2008)
- Facultad de Informática y Ciencias de la Información (情報科学部, Jōhōkagakubu)
- Escuela de postgrado de Ingeniería (工学研究科, Kōgaku-kenkyūka)
- Escuela de postgrado de Informática y Ciencias de la Información (情報科学研究科, Jōhōkagaku-kenkyūka)

## Alumnos
- *Mizuhito Akiyama, escritor.[1]
- Chiho Aoshima, artista.
- Azama Myuu, modelo y actriz.[2]
- Satoshi Dezaki, director de anime.
- Yukihiro Doi, ciclista.
- Fujisawa Shu, escritor.
- Sadayoshi Fukuda, filósofo y crítico.[3]
- Takuya Honda, jugador de fútbol[4]
- Tomoko Hoshino, la actriz
- Norihiro Inoue, el actor
- Kenji Goto, periodista y escritor
- Kairi Hojo, luchador profesional[5]
- Kosuke Ito, político
- Mitsuaki Iwagō, fotógrafo
- Hideo Jinpu, político
- Yukio Jitsukawa, político[6]
- Emi Kaneko, político[7]
- Hiroh Kikai, fotógrafo
- Shin Kishida, actor*
- Hiroto Kōmoto, cantante*
- Aki Maeda, actriz
- Masao Maruyama, productor de la película
- Michiko Matsumoto, fotógrafo
- Shinpei Matsushita, político[8]
- Takayuki Mikami, karateka.
- Kyohei Morita, jugador de rugby.
- Katsuhito Nakazato, fotógrafo.
- Kinoko Nasu, autor.
- Kōhei Kadono, autor.
- Yuka Satō, patinadora.
- Midori Sawato, narrador de la película.
- Yoshihide Suga, político.
- Haruka Takachiho, autor.
- Kazunori Tanaka, político.
- Tadashi Wakabayashi, jugador de béisbol.
- Yōsuke Yamahata, fotógrafo*.
- Taku Yamamoto, político.
- Yoshio Yatsu, político.
- Shuichi Yoshida, novelista.
- Yasumi Matsuno, creador de videojuegos*.
- Hu Hanmin, político.
- Shōgo Yano, actor.

## Profesorado
Con lo que se les enseña (o enseñar), que puede ser diferente de lo que están más ampliamente conocido.
| - Sadateru Arikawa, el aikido - Faubion Bowers - Shu Fujisawa - Sadayoshi Fukuda, de la filosofía - Kojin Karatani - Shunji Karube, deportes - Kiyozō Kazama, filología - Ume Kenjirō | - Ōmi Komaki - Taro Kono - Ryokichi Minobe - Shūmei Ōkawa - Mitsukuri Rinsho - Ishimoda Shō, historia - Fujisawa Shu | - Morita Sōhei, literatura en inglés - Hiroshi Takahashi, arquitectura - Jūji Tanabe, literatura en inglés - Hyakken Uchida, Alemán - Tetsuro Watsuji, la filosofía - Greg Khezrnejat, |

## Deportes
La universidad de béisbol del equipo juega como uno de los Tokio Big6 Baseball League.

## Universidades asociadas
- Estados Unidos
  - Universidad de Boston
  - Universidad Baylor
  - Universidad de California en Davis
  - Universidad de California en San Diego
  - Universidad Estatal de Míchigan
  - California State University, East Bay
  - Truman State University
  - University of Nevada, Reno
  - Universidad Estatal de Boise
  - Universidad Estatal de San José
  - Fontbonne University
  - Universidad Estatal de San Diego
  - Southern California Institute of Architecture
  - Universidad de Illinois en Urbana-Champaign
  - Gustavus Adolphus College
  - West Chester University of Pennsylvania
  - University of Wisconsin–Milwaukee
  - Universidad Estatal de Minnesota
  - Medaille College
  - Universidad Estatal de Portland
  - Universidad Estatal de Westfield
  - Universidad de Utah
  - Universidad George Mason
- China
  - Universidad de Pekín
  - School of Government, Peking University
  - School of Humanities and Social Sciences, Universidad Tsinghua
  - School of Social Sciences, Tsinghua University
  - Universidad de Ciencia y Tecnología de China
  - Universidad de Shanghái Jiao Tong
  - Universidad de Wuhan
  - Xiamen University
  - University of Science and Technology Beijing
  - Universidad Normal de Pekín
  - Capital Normal University
  - Universidad de Estudios Internacionales de Shanghái
  - Northeastern University (China)
  - State Administration of Foreign Experts Affairs
  - Chongqing Normal University
  - China Foreign Affairs University
  - Universidad de Xi'an Jiaotong
  - Beijing Jiaotong University
  - Universidad de Lenguas Extranjeras de Pekín
  - Minzu University of China
  - Beijing Center for Japanese Studies
  - Shandong University of Finance and Economics
  - Dalian Nationalities University
  - Universidad de Estudios Internacionales de Sichuan
  - Liaoning University, College of International Relations
  - Fuzhou University
  - Dalian University of Foreign Languages
  - Software College of Jilin University
  - Xidian University
  - Universidad de Ciencia y Tecnología de Huazhong
  - School of Software, Central South University
- India
  - Indian Institute of Science
- Indonesia
  - Sanata Dharma University
  - Bogor Agricultural University
  - Institute of Technology Sepuluh Nopember
- Uzbekistán
  - Samarkand State University
- Corea del Sur
  - Universidad Yonsei
  - Duksung Women's University
  - Sungkonghoe University
  - Universidad Nacional de Seúl
  - Gachon University
  - Universidad de Corea
  - Universidad de Seúl
  - Universidad de Mujeres Ewha
  - Inha University
  - Sungshin Women's University
  - Universidad de Hankuk de Estudios Extranjeros
  - Chung-Ang University
  - Universidad Konkuk
  - Universidad Kyonggi
  - Busan University of Foreign Studies
  - Hoseo University
- Tailandia
  - Universidad Thammasat
  - Universidad Chulalongkorn
- Etiopía
  - Mekelle University
- Rusia
  - Institute of Oriental Studies of the Russian Academy of Sciences
  - Universidad Estatal de Moscú
  - Universidad Estatal de San Petersburgo
  - Universidad Estatal de Ingenieros de Caminos de San Petersburgo
  - Universidad Nacional de Investigación – Escuela Superior de Economía
  - Penza State University
- Argelia
  - Universidad de Argel